# Modunda ghigii
Modunda ghigii är en spindelart som beskrevs av Lodovico di Caporiacco 1949. Modunda ghigii ingår i släktet Modunda och familjen hoppspindlar. Inga underarter finns listade i Catalogue of Life.